# Luffness House

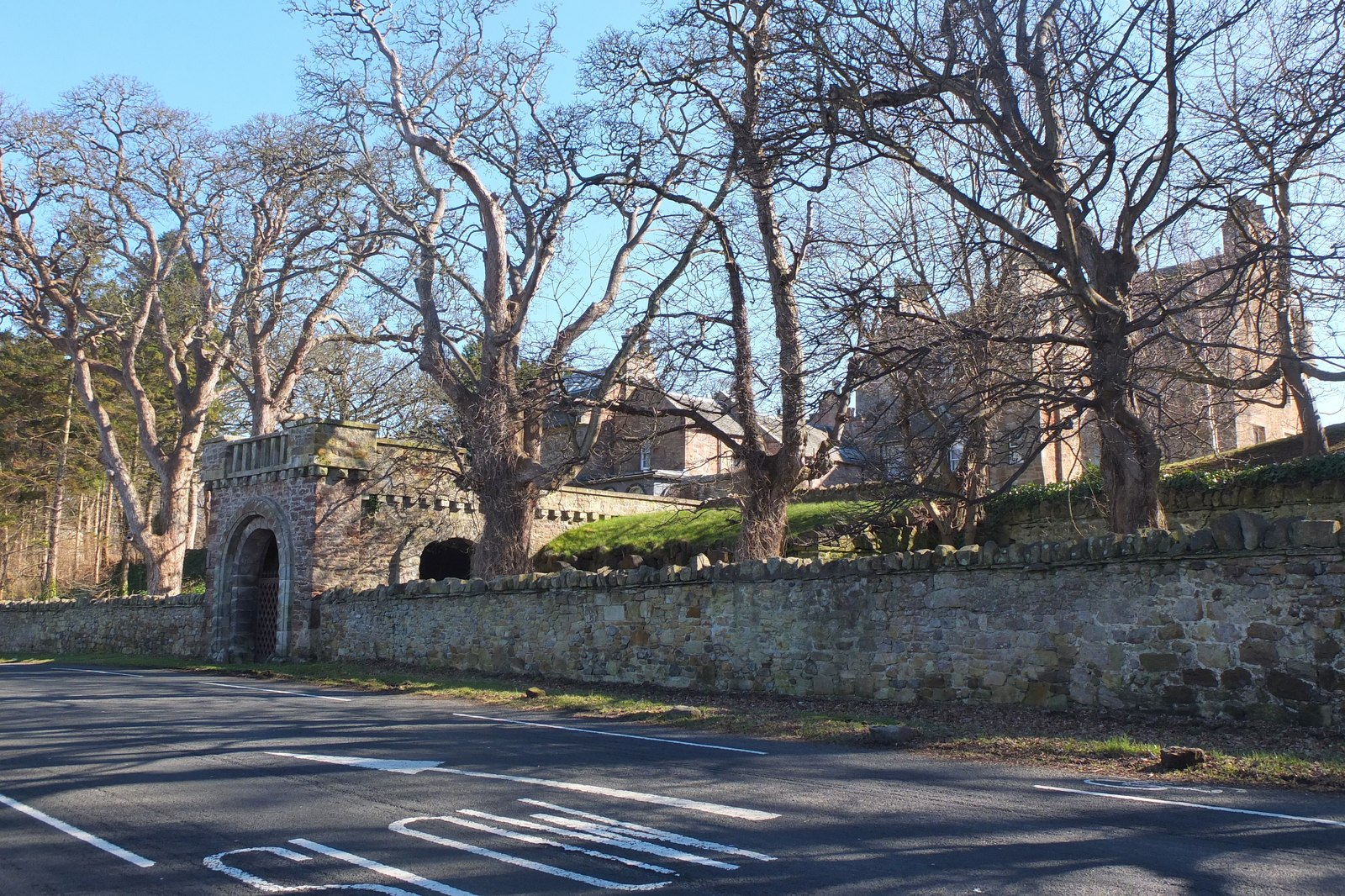
Luffness House

Luffness House, auch Luffness Castle, ist ein Herrenhaus nahe der schottischen Ortschaft Aberlady in der Council Area East Lothian. 1971 wurde das Gebäude in die schottischen Denkmallisten in der höchsten Kategorie A aufgenommen. Des Weiteren ist der zugehörige Taubenturm eigenständig ebenfalls als Kategorie-A-Bauwerk klassifiziert. Zuletzt sind zehn weitere zugehörige Gebäude als Kategorie-B- und Kategorie-C-Bauwerke erfasst.

## Geschichte
Im 13. Jahrhundert entstand an dem strategisch bedeutenden Standort des heutigen Luffness House am Kopf der Aberlady Bay eine Burg. Sie wurde auf den Überresten einer älteren Wikingersiedlung erbaut. Im Zuge der Anglo-Schottischen Kriege bauten französische Truppen die Festung substanziell aus. Bei Beendigung des Krieges bestand Edward Seymour, 1. Earl of Hertford auf die Zerstörung der Festung als Bedingung der Friedensschließung, woraufhin sie 1551 dem Boden gleichgemacht wurde.
Patrick Hepburn erwarb die Ländereien und ließ dort wahrscheinlich 1584 ein bewehrtes Gebäude mit T-förmigen Grundriss errichten, das die Keimzelle des heutigen Luffness House bildete. Charles Hope, 1. Earl of Hopetoun erwarb das Anwesen im Jahre 1739. Seitdem befindet es sich im Familienbesitz. Sein heutiges Aussehen erhielt das Herrenhaus in mehreren Bauphasen im Laufe des 19. Jahrhunderts. Für die Erweiterungen und Überarbeitung wurden namhafte Architekten wie William Burn oder David Bryce verpflichtet. Zunächst wurde Luffness House im historisierenden jakobinischen Stil gestaltet. Bryce prägte im Wesentlichen das heutige Aussehen, durch seine Überarbeitungen im Scottish-Baronial-Stil. Französische Kriegsgefangene der Koalitionskriege legten um 1815 die Gartenanlagen an.

## Beschreibung
Luffness House liegt abseits der A198 nahe der Einmündung des Peffer Burn in die Aberlady Bay rund einen Kilometer nordöstlich von Aberlady. Das ursprüngliche Tower House entstand in mehreren Bauphasen, was aus der Verwendung unterschiedlicher Baumaterialien geschlossen werden kann. Das Mauerwerk besteht aus Bruchstein. Die Dächer des asymmetrisch aufgebauten Gebäudekomplexes sind mit grauem Schiefer eingedeckt.

## Taubenturm

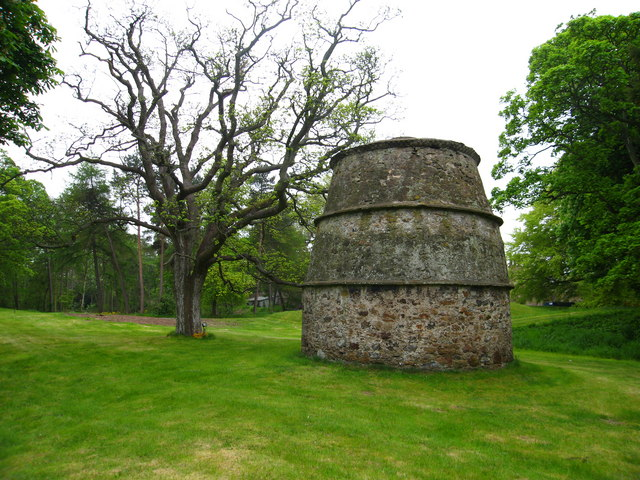
Taubenturm von Luffness House

Der Taubenturm wurde im späten 16. Jahrhundert errichtet. Unbestätigte Recherchen des Eigentümers weisen hingegen ein Baujahr um 1420 aus. Der Turm ragt rund 100 m östlich des Herrenhauses auf. Es handelt sich um eine 5,5 m hohe Bienenkorbhütte aus Naturstein. Das Mauerwerk ist einen Meter mächtig. Es laufen drei schlichte Kranzgesimse um. Das unterste auf einer Höhe von rund zwei Metern und das oberste direkt unterhalb des Deckgewölbes. Mittig sitzt eine kleine Laterne mit acht Einfluglöchern auf. Im Inneren befinden sich 500 Nistkästen.